# Hemidactylus dracaenacolus
Hemidactylus dracaenacolus là một loài thằn lằn trong họ Gekkonidae. Loài này được Rösler & Wranik miêu tả khoa học đầu tiên năm 1999.